# 猴石沟组
猴石沟组是位于中国黑龙江穆棱市一带以及吉林的白垩纪地层，1929年由王恒升命名。该地层以黄褐色砾岩、砂砾岩为主，间夹砂岩、泥岩、凝灰质砂岩、煤线及薄煤层等。